# Washington Mystics 2023
La stagione 2023 delle Washington Mystics fu la 26ª nella WNBA per la franchigia.
Le Washington Mystics arrivarono quarte nella Eastern Conference con un record di 19-21. Nei play-off persero al primo turno con le New York Liberty (2-0).

## Roster
| N° | Naz.                   | Ruolo | Sportivo                 | Anno | Alt. | Peso |
| -- | ---------------------- | ----- | ------------------------ | ---- | ---- | ---- |
| 0  | Stati Uniti (bandiera) | AC    | Shakira Austin           | 2000 | 196  | 86   |
| 2  | Stati Uniti (bandiera) | A     | Myisha Hines-Allen       | 1996 | 188  | 91   |
| 3  | Cina (bandiera)        | G     | Li Meng                  | 1995 | 183  | 89   |
| 4  | Stati Uniti (bandiera) | AC    | Queen Egbo               | 2000 | 193  | 86   |
| 5  | Stati Uniti (bandiera) | G     | Linnae Harper            | 1995 | 170  | 72   |
| 7  | Stati Uniti (bandiera) | G     | Ariel Atkins             | 1996 | 180  | 73   |
| 9  | Stati Uniti (bandiera) | G     | Natasha Cloud            | 1992 | 175  | 73   |
| 10 | Stati Uniti (bandiera) | G     | Abby Meyers              | 1999 | 183  | 69   |
| 11 | Stati Uniti (bandiera) | GA    | Elena Delle Donne        | 1989 | 196  | 85   |
| 15 | Stati Uniti (bandiera) | G     | Brittney Sykes           | 1994 | 175  | 69   |
| 20 | Stati Uniti (bandiera) | G     | Kristi Toliver           | 1987 | 170  | 58   |
| 21 | Stati Uniti (bandiera) | A     | Tianna Hawkins           | 1991 | 191  | 84   |
| 22 | Stati Uniti (bandiera) | A     | Cyesha Goree             | 1993 | 188  | 83   |
| 32 | Stati Uniti (bandiera) | G     | Shatori Walker-Kimbrough | 1995 | 175  | 64   |
| 42 | Svezia (bandiera)      | C     | Amanda Zahui             | 1993 | 196  | 83   |

## Staff tecnico
- Allenatore: Eric Thibault
- Vice-allenatori: Shelley Patterson, LaToya Sanders, Ashlee McGee
- Preparatore atletico: Chrisitna Kennedy